# Yavin 4
Yavin 4 er en fiktiv måne, som kredser om gaskæmpen Yavin i Star Wars Galaksen. Yavin 4 er med i filmen A New Hope, men det er også på Yavin 4, at Luke Skywalker nogle år efter Return of the Jedi starter sit jediakademi.
| Star Wars | Spire Denne Star Wars-artikel er en spire som bør udbygges. Du er velkommen til at hjælpe Wikipedia ved at udvide den. |